# Ratones Paranoicos
Ratones Paranoicos (também conhecido como Los Ratones Paranoicos) é uma banda de rock argentina, formada no ano de 1986 em Buenos Aires, Argentina, formada por Juanse (voz e guitarra), Pablo Memi, (baixo), Pablo "Sarcófago" Cano (guitarra), Rubén "Roy" Quiroga (bateria). Em outubro de 2007, Fabián "Vön" Quintiero separou-se da banda após ter integrado o grupo desde 1997.
Ao longo da carreira a banda foi acusada de ser um cópia argentina dos Rolling Stones, mesmo assim são reconhecidos como uma das maiores bandas da história do rock argentino.

## Discografía
| Ano de Edição | Nome                     |
| ------------- | ------------------------ |
| 1986          | Ratones Paranoicos       |
| 1988          | Los chicos quieren rock  |
| 1989          | Enlace                   |
| 1989          | Furtivos                 |
| 1990          | Tómalo o déjalo          |
| 1991          | Fieras lunáticas         |
| 1992          | La Nave                  |
| 1993          | Hecho en Memphis         |
| 1994          | Éxtasis vivo             |
| 1995          | Raros Ratones            |
| 1996          | Planeta Paranoico        |
| 1998          | MTV Unplugged            |
| 1999          | Esencial                 |
| 1999          | Electroshock             |
| 2000          | Vivo Paranoico           |
| 2000          | x16                      |
| 2001          | Para siempre Diego       |
| 2001          | Los chicos quieren más   |
| 2002          | Luna paranoico           |
| 2003          | Enigma                   |
| 2003          | Girando                  |
| 2006          | Inyectado de Rock & Roll |
| 2007          | Obras cumbres            |